# Ernestine Anderson
Ernestine Anderson (Houston, Texas, 11 de noviembre de 1928-Seattle, Washington, 10 de marzo de 2016) fue una cantante estadounidense de jazz y blues. 

## Carrera musical
Su carrera se desarrolló a lo largo de cinco décadas y grabó unos 30 discos. A comienzos de los años noventa firmó por la compañía Qwest Records y fue nominada cuatro veces a los Premios Grammy. Cantó en el Carnegie Hall, en el Centro Kennedy, en el Festival de jazz de Monterrey (en seis ocasiones), así como en múltiples festivales a lo largo del mundo.
Anderson nació en Houston con un padre dedicado a la construcción que decidió trasladar a su hija a la costa Oeste, temeroso de que se metiera demasiado en el mundo musical del jazz. Un amigo le dijo que Seattle era el lugar indicado para llevar una vida tranquila y sin apenas vida nocturna. Pero se equivocó, porque una de sus arterias, Jackson Street, estaba en plena efervescencia cuando la joven Anderson aterrizó allí.
En Seattle cursó estudios en el Instituto Garfield. Gracias a sus contactos en ese centro educativo se unió como cantante a la Bumps Blackwell Junior Band, donde estaba Quincy Jones como saxofonista.
En sólo dos años, en 1946, con la Segunda Guerra Mundial ya superada, logró tener su propio espectáculo en un local de la avenida Maynard. Por entonces ya había conocido a Johnny Otis, con quien pasó gran parte de los siguientes meses, de gira por Estados Unidos. Era un talento precoz, como recordó en una entrevista con The Seattle Times, una mujer que impresionó por unirse a bandas profesionales tan pronto y con tanta aceptación del público. Aunque nunca fue ídolo de masas pero tenía un gran talento natural, que apreciaron las audiencias ante las que actuaba, en ocasiones como solista y en otras asociada a formaciones musicales lideradas por Johnny Otis, Eddie Haywood, Russell Jacquet o por Lionel Hampton.
En 1948 grabó su primer single, se mudó a Los Ángeles -donde conoció a su primer marido- y estuvo un tiempo antes de unirse a una de las mejores bandas de Lionel Hampton, la de 1952-3, la banda que también incluyó a Clifford Brown, Art Farmer, Benny Golson, Quincy Jones y Monk Montgomery. También probó suerte en Nueva York. Aceptó la oferta de Rolf Ericson, el líder de una banda sueca, para hacer una gira por Europa. En el Viejo Continente se sintió libre por primera vez en su vida, lejos de la segregación racial que tuvo que padecer en su país natal.
Tras su paso por Europa, en 1957 regresó a California. La revista Time hizo una historia sobre ella, los espectadores la vitorearon en el Festival de Jazz de Monterrey, y ella subió desde la pobreza a cantar en la Casa Blanca y hacer varios discos con el sello Mercury, incluyendo su trabajo de mayor éxito, Moanin', pero el éxito no continuó y probó suerte en Londres donde el jazz vivía un buen momento.
Fue nombrada "nueva estrella" en la encuesta de 1959 de Down Beat.  
En el Festival del verano de 1976 de Concord, conquistó a la multitud con el respaldo de Hank Jones, Ray Brown y Jake Hanna. Desde entonces grabó varios discos para Concord y cantó en muchos lugares, incluyendo giras de conciertos por Japón en 1977 y 1980, Berlín y el Festival de Kristianstad en 1979, un buen número de visitas al club Ronnie Scott en Londres, y a los festivales de jazz de Europa en 1980.
Posteriormente, Ernestine fue una participante entusiasta en clases de jazz vocal en las escuelas secundarias, donde lleva a cabo talleres y conciertos. Pero en algunas épocas tuvo que retirarse de la música por no poder mantenerse financieramente. Aceptó trabajo como señora de la limpieza en un hotel y logró mantener su casa gracias a la intervención de Qunicy Jones, que siempre admiró su enorme talento.
Fue una de las grandes voces del jazz, descrita por Quincy Jones como "miel al atardecer" por la clase de voz que tenía y que le sirvió para optar a cuatro premios Grammy durante sus seis décadas de carrera. Cantó además para presidentes como Diwght D. Eisenhower y por muchos países.

## Discografía seleccionada
- 1956 Ernestine Anderson (con el Duke Jordan Trio; grabado en junio de 1956 en Suecia) – (Metronome#MEP–190 [7" EP])
- 1958 Hot Cargo [AKA It's Time for Ernestine] – (Mercury #MG–20354)
- 1959 Ernestine Anderson (The Toast of the Nation's Critics) – (Mercury #MG–20400/SR–60074)
- 1960 The Fascinating Ernestine – (Mercury #MG–20492/SR–60171)
- 1960 My Kinda Swing – (Mercury #MG–20496/SR–60175)
- 1960 Moanin' Moanin' Moanin' – (Mercury #MG–20582/SR–60242)
- 1963 The New Sound of Ernestine Anderson – (Sue #LP–1015)
- 1967 Miss Ernestine Anderson – (Columbia [UK] Records #SX–6145)
- 1977 Hello Like Before – (Concord #4031)
- 1978 Live From Concord to London – (Concord #4054)
- 1979 Live at the Concord Jazz Festival 1979 (con el Ray Brown Trio) – (Concord #4102)
- 1980 Sunshine – (Concord #4109)
- 1981 Never Make Your Move Too Soon – (Concord #4147)
- 1983 Big City – (Concord #4214)
- 1984 When the Sun Goes Down – (Concord #4263)
- 1986 Be Mine Tonight – (Concord #4319)
- 1987 Live at The Alley Cat (con la Capp/Pierce Juggernaut Band) – (Concord #4336)
- 1988 Dexterity (Fujitsu-Concord Jazz Festival In Japan '87, Volume II) (con George Shearing) – (Concord #4346)
- 1988 Ow! (Fujitsu-Concord Jazz Festival In Japan '87, Volume IV) (con los Concord All Stars) – (Concord #4348)
- 1988 A Perfect Match ( con George Shearing) – (Concord #4357)
- 1989 Boogie Down (con la Clayton-Hamilton Jazz Orchestra) – (Concord #4407)
- 1991 Live at the 1990 Concord Jazz Festival: Third Set – (Concord #4454)
- 1993 Great Moments with Ernestine Anderson (compilación) – (Concord #4582)
- 1993 Now and Then – (Qwest #45249)
- 1996 Blues, Dues & Love News – (Qwest #45900)
- 1998 Isn't It Romantic (con la Metropole Orchestra) – (Koch International #6906)
- 1998 Ernestine Anderson: The Concord Jazz Heritage Series (compilación) – (Concord #4840)
- 2000 Ballad Essentials (compilación) – (Concord #4886)
- 2002 I Love Being Here with You (compilación) 2CD – (Concord #2126)
- 2002 Free Soul: The Classic of Ernestine Anderson (compilaciónn) – (JVC Victor [Japan] Records)
- 2003 Love Makes the Changes – (HighNote #7118)
- 2009 A Song for You – (HighNote #7187)
- 2011 Nightlife: Live at Dizzy's Club Coca-Cola – (HighNote #7213)
- 2015 Ernestine Anderson Swings the Penthouse (grabado en vivo en febrero y octubre de 1962 en Seattle, WA) – (HighNote #7273)